# نشان ملی سوئد

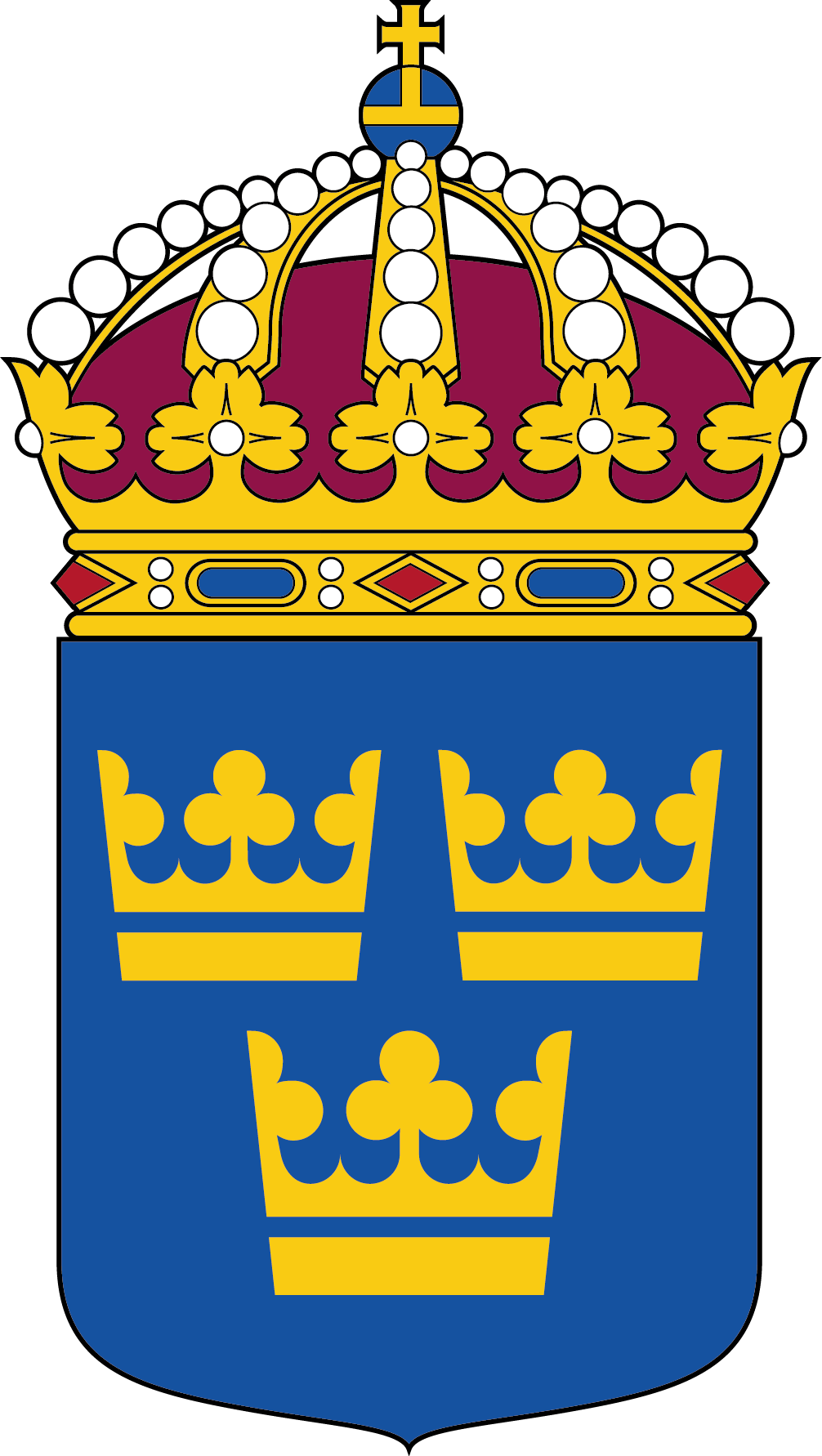
نشان کوچک -- (lilla riksvapnet)

نشان ملی سوئد با نام کامل نشان ملی بزرگ سوئد، نشان ملی رسمی کشور سوئد است. نشان دارای چهار تاج در خود یکی در بالا و سه عدد در پایین است.